# Marshall (Minnesota)
Marshall es una ciudad ubicada en el condado de Lyon en el estado estadounidense de Minnesota. En el Censo de 2010 tenía una población de 13680 habitantes y una densidad poblacional de 523,94 personas por km².

## Geografía
Marshall se encuentra ubicada en las coordenadas 44°26′52″N 95°47′20″O / 44.44778, -95.78889. Según la Oficina del Censo de los Estados Unidos, Marshall tiene una superficie total de 26.11 km², de la cual 26.09 km² corresponden a tierra firme y (0.08%) 0.02 km² es agua.

## Demografía
Según el censo de 2010, había 13680 personas residiendo en Marshall. La densidad de población era de 523,94 hab./km². De los 13680 habitantes, Marshall estaba compuesto por el 86.8% blancos, el 3.98% eran afroamericanos, el 0.61% eran amerindios, el 3% eran asiáticos, el 0.03% eran isleños del Pacífico, el 3.6% eran de otras razas y el 1.99% pertenecían a dos o más razas. Del total de la población el 7.77% eran hispanos o latinos de cualquier raza.